# Cléo et Chico
Cléo et Chico (Cow and Chicken) est une série d'animation américaine créée par David Feiss et produite chez Cartoon Network Studios, diffusée entre le 15 juillet 1997 et le 24 juillet 1999 sur la chaîne Cartoon Network.
Au Québec, la série a été diffusée à partir du 2 mars 1998 sur Télétoon, et en France sur France 2 et Cartoon Network à partir de 1998. 
La série met en scène les mésaventures surréalistes d'un frère et d'une sœur, Cléo et Chico, respectivement une vache et un poulet. Comme pour Le Laboratoire de Dexter, et autres séries connexes à Cartoon Network des années 1990, le tout premier court-métrage est apparu dans l'émission intitulée What a Cartoon!, présentée par Fred Seibert, le futur directeur des studios Hanna-Barbera. Plus tard après la diffusion de la série, les personnages de Monsieur Belette et Je Grand Babouin, qui faisaient partie d'un segment intégrant la série Cléo et Chico, ont été séparés dans une série connexe intitulée Monsieur Belette.
La série a été nommée aux Emmy Awards en 1996 et en 1998. Quelques produits dérivés incluant notamment DVD et jeux vidéo inspirés de la série ont également été commercialisés.

## Scénario
La série met en scène les aventures surréalistes d'une vache et d'un poulet anthropomorphe du nom de Cléo et Chico, respectivement. Ils s'opposent souvent au personnage Le Rouge, un être sans pantalon aux allures de diable qui incarne plusieurs personnages dans le but de les arnaquer. L'humour et les sujets de la série se basent parfois sur les anxiétés, phobies et autres problèmes liés à l'enfance comme les oreillons ou s'aventurer dans les vestiaires des filles à l'école.

## Personnages
- Cléo est une génisse anthropomorphe âgée de 7 ans[3], et la petite sœur de Chico[4]. Cléo possède des trayons surdéveloppés qui crachent à volonté des litres de lait. Elle passe son temps à s'inventer des mondes imaginaires qui exaspèrent son frère. Elle est aussi très émotive et passe son temps à hurler et à pleurer. Elle oublie souvent son poids et écrase régulièrement le pauvre Chico. La plupart du temps, elle fait appel à son alter-ego nommé Super-Génisse ; à ce moment, elle porte un costume caractérisé par une pièce de couleur violet dans lequel sont aménagés quatre trous pour faire passer les pis et une petite cape de super-héros. Super-Génisse sauve très souvent Chico et s'exprime en espagnol (sa phrase récurrente étant ¡Supercow al rescate! ; en français : « Super-Génisse à la rescousse! ») à chacune de ses interventions.

- Chico est un poulet, également anthropomorphe, et le grand frère de Cléo. Âgé d'environ 11 ans[3] (il fête à plusieurs reprises son anniversaire et a constamment cet âge là), il est petit, colérique, mal élevé et ne supporte pas les jeux débiles et le monde imaginaire que sa (grosse) petite sœur s'invente. Néanmoins, il n'hésite jamais bien longtemps lorsqu'il s'agit de venir au secours de Cléo, mais c'est bien souvent cette dernière qui finit par le sauver.

- Le Rouge est une représentation grassouillette et parodique de Satan constamment « sans pantalons ». Le Rouge est en quelque sorte l'antagoniste récurrent de la série. Il endosse un nombre illimité d'identités qui peuvent être tant masculines que féminines et porte à chaque fois un nom faisant un audacieux jeu de mots avec son rôle du moment (Bernard Nacœur lors d'un jeu télévisé). Il passe son temps à nous parler d'un traumatisme subi dans son enfance lorsqu'il avait huit ans, notamment dans un épisode avec Monsieur Belette dans lequel il campe un psychotique qui a tracé le "-otique" et écrit "-iâtre" à la place ! Souvent confronté à Super-Génisse, il finit souvent rossé et humilié par cette dernière. Le Rouge a également l'habitude de se déplacer "à cloche-fesse" en marchant sur ses fesses comme si elles étaient des jambes. Il parle tantôt d'une voix douce et enjouée et sans prévenir, se met à parler de façon agressive et brutale.

D'autres personnages secondaires étaient particulièrement impliqué incluent notamment Blaise et Raoul, les deux meilleurs amis de Chico. Papa et Maman, les parents de Cléo et Chico, apparaissent généralement cadrés de façon à ce qu'on ne voit que leurs jambes. Lors d'une entrevue avec Kidscreen, Feiss explique pourquoi il a choisi un poulet et une vache comme personnages principaux. Il explique que ce sont des animaux à l'allure amusante et que faire de ces personnages des frères et sœurs serait selon ses termes, « plus délirant ».

## Production

### Développement
La série de Cléo et Chico vient à l'origine d'une histoire qu'avait créée David Feiss pour sa petite fille. Feiss était à l'époque un réalisateur travaillant chez Hanna-Barbera Productions et CNStudios et pour de nombreux projets connexes jusqu'en 1978. Plus tard, Feiss est nommé pour suggérer les types de séries qui seront diffusés dans What a Cartoon!, une émission de courts-métrages réalisés par de nombreux auteurs et créateurs indépendants. Feiss soumet alors trois idées de séries à Larry Huber, le producteur exécutif de l'émission. L'une de ses idées impliquait Cléo et Chico. Dès lors, la série Cléo et Chico sera diffusée dans What a Cartoon! en 1995. Bien que de nombreux courts-métrages diffusés dans l'émission n'aient pas dépassé un seul épisode, Hanna-Barbera décide de faire de Cléo et Chico une série complète, à la suite de nombreuses lettres rédigées par des fans demandant une suite à la série et peut-être aussi parce que la série a été nommée aux Emmy Awards.
La série comportait également une sous-partie qui devint plus tard elle-même une série à part entière, intitulée Monsieur Belette. Un épisode était composé de deux parties : la première présentait les aventures de Cléo et Chico et durait sept minutes, elle était suivie de Monsieur Belette également d'une durée de sept minutes, avant le générique de fin. Dans la version originale de la série, l'acteur américain Charlie Adler double les personnages principaux — Cléo, Chico et Le Rouge (d'une manière similaire à Mel Blanc dans les séries Merrie Melodies et Looney Tunes des Warner Brothers). David Feiss en personne doublait la voix d'un clown dans l'épisode The Great Pantzini. Les voix additionnelles étaient doublées par Will Ferrell, Steve Carell et Seth MacFarlane.

## Épisodes
Cléo et Chico est initialement diffusée entre le 15 juillet 1997 et le 24 juillet 1999 sur Cartoon Network aux États-Unis, avec un total de 53 épisodes de quatre saisons réalisés entre mai 1996 et avril 1999. Le 30 mars 2012, la série est rediffusée sur Cartoon Planet. Cow and Chicken: Season 1 (titre original), est une compilation de deux DVD en 13 épisodes complets, commercialisée en Australie par Madman Entertainment (Zone 4 PAL) le 12 septembre 2007. Season 02 est commercialisé le 10 février 2010, par la même compagnie en Australie.

### Saison 1 (1997)
1. Excursion à la prison de Folsom (Field Trip to Folsom Prison)
2. Les toilettes des filles (The Girls' Bathroom)
3. Cléo le mannequin (Supermodel Cow)
4. Travaille à mi-temps (Part Time Job)
5. Vivant ! (Alive!)
6. Qui est Supergénisse ? (Who Is Supercow?)
7. Confus (Confused)
8. La fée des plumes (The Monting Fairy)
9. La saucisse laide, partie 1 (The Ugliest Weenie Part One)
10. La saucisse laide, partie 2 (The Ugliest Weenie Epilogue)
11. Le sous-marin (Crash Dive)
12. La brute de l'école (School Bully)
13. Bonne viande (Happy Meat)
14. La machine à remonter le temps (Time Machine)
15. Police Orthodontique (Orthodontic Police)
16. Cléo à quatre yeux (The Cow with Four Eyes)
17. Les instincts de Cléo (Cow Instincts, Don't It?)
18. Cléo Ballerina (Ballerina Cow)
19. Le premier baiser de Chico (Chicken's 1st Kiss)
20. Arroser les marguerites (Squirt the Daisies)
21. La tondeuse de Chico (Lawnmower Chicken)
22. Cléo et les piles (Cow Loves Piles)
23. Cléo dans l'espace (Space Cow)
24. La légende de Sailcat Space (The Legend of Sailcat Space)
25. Chasseurs de têtes dans l'Oregon (Headhunting in Oregon)
26. Le roi et la reine de fromage (The King & Queen of Cheese)

| Épisode | Titre de l'épisode                 | Titre original ! !Résumé       | |
| ------- | ---------------------------------- | ------------------------------ | --- |
| 1       | Excursion à la prison de Folsom    | Field Trip to Folsom Prison    | Cléo et Chico accomplissent une visite à la prison centrale, dans le cadre d'un voyage scolaire. Sur place, Chico perd accidentellement son passe-visiteur. Un prisonnier tombe dessus par hasard et en profite pour se mêler au groupe de Cléo pour s'évader. Tout le monde confond alors les deux personnages, malgré l'énorme différence de gabarit qui les caractérisent. Finalement, l'imbécile de Cléo finit par se rendre compte que quelque chose cloche et sauve son grand frère d'un groupe de bandits qui finissent par sauter tous ensemble à la corde à sauter. L'épisode parait faire référence au film "Volte-face". |
| 2       | Les toilettes des filles           | The Girls' Bathroom            | Chico est intrigué par le lieu le plus mystérieux de son école : les toilettes des filles. Sa curiosité est exacerbée à la suite des réactions contradictoires de ses parents lorsqu'il leur demande ce qui arriverait si un garçon y entrait. |
| 3       | Cléo le mannequin                  | Supermodel Cow                 | |
| 4       | Travail à mi-temps                 | Part Time Job                  | |
| 5       | Vivant !                           | Alive !                        | À la suite d'une maladresse, la grosse Cléo se retrouve coincée sur le toit de sa maison avec son cousin Sanzos (un poulet sans os, comme son nom l'indique). Cette idiote de Cléo passe son temps à se lamenter et à tenter de demander de l'aide. Finalement, alors que l'épisode touche à sa fin, le papa de Cléo se présente sur le toit avec une échelle. Plutôt que de l'utiliser, l'imbécile de Cléo saute bêtement du toit (révélant qu'elle aurait pu le faire dès le début) et raconte ensuite "tous ces longs mois" où elle était coincée sur le toit. Mais en vérité, les parents de cette grosse débile ne s'étaient absentés qu'une petite demi-heure ! |
| 6       | Qui est Supergénisse               | Who is supercow ?              | |
| 7       | Confus                             | Confused                       | |
| 8       | La fée des plumes                  | The Monting Fairy              | Cléo qui perd ses dents de lait reçoit de l'argent de la part de la fée des dents. Chico enrage car il n'a pas de dents, étant donné qu'il est un poulet. Ses parents lui parlent alors de la fée des plumes. Enchanté à l'idée de toucher un dollar par plume, Chico s'endette sans compter, convaincu de faire bientôt fortune. Toutefois, la fée des plumes (en réalité Le Rouge avec des ailes de pacotilles) ne lui donne qu'un dollar alors que Chico en attendait sept cents ! Les créanciers de Chico font alors irruption et règlent son compte au jeune poulet. |
| 9       | La vilaine saucisse, partie 1      | The Ugliest Weenie part 1      | Cléo écrit en secret une pièce de théâtre mettant en scène une vilaine saucisse dont tout le monde se moque. Chico s'empare du manuscrit et le lit de manière sarcastique devant toute l'école en se moquant ouvertement d'un récit qu'il juge ridicule. Il s'avère que Monsieur Fleur, le professeur d'art dramatique a entendu le contenu de la pièce et décide d'adapter celle-ci en spectacle scolaire, au grand dam de Chico. Toutefois, lorsqu'il apprend que le second rôle a échu à une superbe fille, il tente par tous les moyens de se débarrasser de Blaise, qui tient, lui, le premier rôle afin de prendre sa place. Malheureusement pour Monsieur Fleur, toutes les tentatives de Chico se retournent contre lui. L'épisode est interrompu par Le Rouge qui annonce que le temps imparti pour l'épisode est écoulé. Il nous invite à attendre pour la seconde partie. |
| 10      | La vilaine saucisse, partie 2 ou 3 | The Ugliest Weenie part 2 or 3 | Dans un désert, Le Rouge nous fait un cours résumé de l'épisode précédent. Il est brièvement pris à partie par une spectatrice hors-champ qui s'interroge sur sa présence dans l'épisode. L'épisode reprend pour de bon : Chico apprend que Blaise a contracté la varicelle. Fou de joie, il obtient le rôle principal, mais déchante lorsque Monsieur Fleur indique à la troupe que la jolie fille que Chico convoitait a aussi attrapé la varicelle. Le second rôle échoit alors à Cléo ! Durant la représentation, un incendie détruit le théâtre ! |
| 11      | Le sous-marin                      | Crash Dive                     | Chico construit un sous-marin une place, malgré la maladresse de sa bécasse de frangine ! |
| 12      | La Brute de l'école                | School Bully                   | Cléo et ses amis sont persécutés depuis des années par une brute, à l'école. Un beau matin, un nouvel élève encore plus baraqué débarque et prend la place de "persécuteur-en-chef". En fin de compte, il s'avère que ce n'est qu'un gringalet dans un costume gonflable ! En fait, tout le monde se trouve être dans un costume gonflable, comme le révèle Chico et son épingle à nourrice… |
| 13      | Bonne viande                       | Happy Meat                     | |
| 14      | La machine à remonter le temps     | Time Machine                   | Dans une salle d'arcade, Cléo et Chico essaient une machine qui permet de voyager dans le temps durant trois minutes. Ils se retrouvent aux origines de la vie, devant la "soupe primitive". Le Rouge, qui est présent, amène Cléo à laisser tomber une pièce de monnaie dans la soupe ce qui modifie le cours de l'histoire... |
| 15      | Police Orthodontique               | Orthodontic Police             | Le papa et la maman de Cléo et Chico sont arrêtés par Le Rouge, grimé en agent de police. Ce dernier, dans un discours hystérique reproche aux dents enfants (qualifiés de "bavures de la nature") la place aberrante de leurs dents et les affuble, ainsi que, dans un second temps, la ville tout entière, d'envahissants appareils dentaires. |
| 16      | Cléo a quatre yeux                 | The Cow with Four Eyes         | |
| 17      | Les instincts de Cléo              | Cow's Instincts, Don't it ?    | Cléo s'interroge sur son instinct grégaire. Chico en est exaspéré ! Il n'exécute toutefois pas sa sœur d'une balle dans la tête quoique le cœur y soit probablement ! |
| 18      | Cléo Ballerine                     | Ballerina Cow                  | Cléo se met en tête de devenir danseuse de ballet. Elle provoque des séismes de 15 sur l'échelle ouverte de Richter à chaque saut qu'elle accomplit. Chico perd ses nerfs face à cette nouvelle lubie de sa bécasse de sœur. Pendant ce temps, Le Rouge - démolisseur qui vient de se faire confisquer la boule de son bulldozer - se sert de la naïveté de l'imbécile de Cléo ainsi que de sa balourdise pour continuer à détruire des immeubles. |
| 19      | Le premier baiser de Chico         | Chicken's first Kiss           | |
| 20      | Arroser les marguerites            | Squirt the Daisies             | Dans une salle d'arcade, Chico se laisse convaincre par Le Rouge d'essayer un jeu en réalité augmentée… |
| 21      | La tondeuse de Chico               | Lawnmower Chicken              | Chico a tellement de dettes à la suite des bêtises et des caprices qu'il a commis que tout son argent de poche hebdomadaire lui est retiré avant même qu'il n'ait pu le toucher. Il se met alors en tête de tondre la pelouse d'un voisin (Le Rouge). Mais ledit jardin est gigantesque et Chico doit avoir terminé avant le coucher du soleil, sous peine de ne pas être payé. |
| 22      | Cléo aime Pilou                    | Cow Loves Piles                | |
| 23      | Cléo dans l'Espace                 | Space Cow                      | |
| 24      | La légende de Peau de Chat         | The Legende of Sailcat Space   | Lors d'un camping avec Blaise et son père, Cléo et Chico apprennent la légende de Peau de Chat, un chat doté de super-pouvoirs, qui a été aplati par un poids-lourd. |
| 25      | Chasseurs de têtes dans l'Orgeon   | Headhunting in Oregon          | |
| 26      | Le Roi et la Reine du fromage      | The King & Queen of Cheese     | Le Rouge, souffrant vraisemblablement d'un syndrome psychiatrique très grave, veut devenir le roi et la reine du fromage. Comprenne qui pourra ! |

### Saison 2 (1998)
1. Fluffy l'anaconda (Fluffy the Anaconda)
2. La flaque de rire (The Laughing Puddle)
3. Leçons de pirate (Pirate Lessons)
4. Halloween (Halloween with Dead Ghost, Coast to Coast)
5. La langue de Cléo (Cow's Tongue Sandwich)
6. Le rêve de Chico (Dream Date Chicken)
7. Cléo le sumo (Sumo Cow)
8. La comète ! (Comet!)
9. Sale linge (Dirty Laundry)
10. Safari en folie (Grizzly Beaver Safari)
11. Le cerf-volant (Boneless Kite)
12. L'œuf (Which Came First?)
13. Buffalo gals (Buffalo Gals)
14. La relaxation (Cow and Chicken Reclining)
15. Débits et déboires (Free Inside!)
16. Voyage au centre de Cléo (Journey to the Center of Cow)
17. Le karaté chic (The Karate Chick)
18. Vente de jardin (Yard Sale)
19. Violot blague (Meet Lance Sackless)
20. Qui a peur du noir ? (Who's Afraid of the Dark?)
21. Championnats de chirurgie plastique (The Bad News Plastic Surgeons)
22. L'Étudiant (The Exchange Student)
23. Enfant Star (Child Star)
24. Énergie perpétuelle (Perpetual Energy)
25. Méchant Chico (Bad Chicken)
26. Insomnie (Stay Awake)

### Saison 3 (1998)
1. Cléo peut sortir jouer (Can Cow Come Out and Play?)
2. Envie de cornes (Horn Envy)
3. Auto stop (Goin' My Way?)
4. La baby-sitter (The Babysitter)
5. Cléo prend la mouche (Cow Fly)
6. Où suis-je ? (Where Am I?)
7. Sergent bras de saucisses (Sergeant Weenie Arms)
8. Fléo et Chico (Sow and Chicken)
9. Moi et mon chien (Me an' My Dog)
10. Le voleur de rêves (Cow's Dream Catcher)
11. Grand maman fait les courses (Grandma at the Mall)
12. Chico prend son bain (Chicken in the Bathroom)
13. Les poulets ne volent pas (Chickens Don't Fly)
14. Physique éducation (P.E.)
15. Le petit malin (Playin' Hooky)
16. Lèvres de poulet (Chicken Lips)
17. Le jour où je suis née (The Day I Was Born)
18. Usines Follies (Factory Follies)
19. 101 façons d'utiliser Cléo et Chico (101 Uses for Cow and Chicken)
20. Rencontre du drôle de type (Intelligent Life?)
21. Méfiez-vous de vos vœux (Be Careful What You Wish for)
22. Perdus en mer (Lost at Sea)
23. Nuit de terreur (Night of the Ed!)
24. Le paté de Cléo (Cow's Pies)
25. Professeur Longue Cornes (Professor Longhorn Steer)
26. Roulés en patins (A Couple of Skating Fools)

### Saison 4 (1999)
1. Chachi, le phoque en chewing-gum (Chachi, the Chewing Gum Seal)
2. Le mouton noir de la famille (Black Sheep of the Family)
3. Le déménagement (The Big Move)
4. Le doudou de Cléo (Cow's Magic Blanket)
5. Les jouets de Cléo (Cow's Toys)
6. Cri des froids (I Scream, Man)
7. La course au navion (Cloud Nine)
8. Envoyez les clowns (Send in the Clowns)
9. Commandant Caleb Oudiné (Major Wedgie)
10. La plus seule des vaches (The Loneliest Cow)
11. Chico et le haricot géant (Chicken's Fairy Tale)
12. Ma cavale au Canada (The Full Mounty)
13. Cléo invisible (Invisible Cow)
14. Le monstre dans le placard (Monster in the Closet)
15. Alerte au Rouge (Mall Cop)
16. Bave Boy (Snail Boy)
17. Le cheval de Cléo (Cow's Horse)
18. La roue De L'amertume (The Penalty Wheel)
19. Chico magicien (Magic Chicken)
20. Thomas Jordome (Red Butler)
21. Cléo reine de beauté (Cow's a Beauty)
22. Leçons de piano (Piano Lessons)
23. Gard au canard (Duck, Duck, Chicken)
24. Le plus grand gars piteux du monde (The Great Pantzini)
25. Le blues de Cléo et Chico (The Cow and Chicken Blues)
26. La complainte de Cléo et Chico (The Ballad of Cow and Chicken)

## Distribution
| Personnages notables | Voix originales   | Voix françaises                    |
| -------------------- | ----------------- | ---------------------------------- |
| Cléo                 | Charlie Adler     | David Krüger                       |
| Chico                | Charlie Adler     | Emmanuel Jacomy puis Philippe Bozo |
| Papa                 | Dee Bradley Baker | Philippe Dumond                    |
| Maman/La maîtresse   | Candi Milo        | Dany Laurent                       |
| Le Rouge             | Charlie Adler     | Michel Mella                       |
| Blaise               | Howard Morris     | Cyrille Monge                      |
| Raoul                | Dan Castellaneta  | Yann Le Madic                      |
| Voix additionnelles  |                   | Régine Teyssot Pascal Grull        |

### Version française
- Studio de doublage : Studio d'Auteuil
- Direction artistique : Anne Rochant

 Source et légende : version française (VF) sur RS Doublage

## Médias
Les personnages de Cléo et Chico ont fait une brève apparition dans la série Ben 10: Omniverse sous la forme de monstres. Il s'agit des second personnages de Cartoon Network à faire une brève apparition dans la franchise Ben 10, Billy de Billy et Mandy, aventuriers de l'au-delà étant le premier.
Cléo, Chico et Le Rouge sont des personnages exposés dans le jeu vidéo Cartoon Network Racing. Le jeu a été commercialisé aux États-Unis sur PlayStation 2 et Nintendo DS. La version PlayStation 2 inclut Blaise et Raoul en tant que personnages jouables. Cléo, Chico, Le Rouge et Super Génisse sont également les personnages jouables du jeu Cartoon Network Speedway.

## Récompenses et nominations
| Date | Récompense           | Catégorie                                    | Nomination                                                                           | Résultat   | Réf.   |
| ---- | -------------------- | -------------------------------------------- | ------------------------------------------------------------------------------------ | ---------- | ------ |
| 1996 | Annie Award          | Meilleur sujet de court-métrage              | Hanna-Barbera                                                                        | Lauréat    | [ 15 ] |
| 1996 | Primetime Emmy Award | Durée d'une série d'animation                | Buzz Potamkin, Larry Huber, David Feiss, Pilar Menendez, et Sam Kieth                | Nomination | [ 16 ] |
| 1997 | Annie Award          | Storyboarding d'une production télévisée     | Nora Johnson                                                                         | Lauréat    | [ 17 ] |
| 1998 | Annie Award          | Musique dans une production animée           | Bill Burnett et Guy Moon                                                             | Nomination | [ 18 ] |
| 1998 | Annie Award          | Production d'une série d'animation           | Vincent Davis                                                                        | Lauréat    | [ 18 ] |
| 1998 | Annie Award          | Storyboarding d'une production télévisée     | Maxwell Atoms                                                                        | Nomination | [ 18 ] |
| 1998 | Golden Reel Award    | Édition sonore                               | Greg LaPlante                                                                        | Nomination | [ 19 ] |
| 1998 | Golden Reel Award    | Édition sonore — série d'animation           | Cartoon Network                                                                      | Nomination | [ 19 ] |
| 1998 | Golden Reel Award    | Édition sonore — série d'animation — musique | Cartoon Network                                                                      | Nomination | [ 19 ] |
| 1998 | Primetime Emmy Award | Durée d'une série d'animation                | Davis Doi, Vincent Davis, David Feiss, Steve Marmel, Richard Pursel, et Michael Ryan | Nomination | [ 20 ] |
| 1999 | Annie Award          | Doublage dans une série d'animation          | Charlie Adler (pour le doublage de Cléo)                                             | Nomination | [ 21 ] |
| 1999 | Golden Reel Award    | Édition sonore — série d'animation           | Cartoon Network                                                                      | Nomination | [ 22 ] |
| 1999 | Golden Reel Award    | Édition sonore — série d'animation — musique | Cartoon Network                                                                      | Nomination | [ 22 ] |
| 2000 | Golden Reel Award    | Édition sonore — série d'animation — musique | Roy Braverman                                                                        | Nomination | [ 23 ] |